# اختلال الجلوكوز الصومي

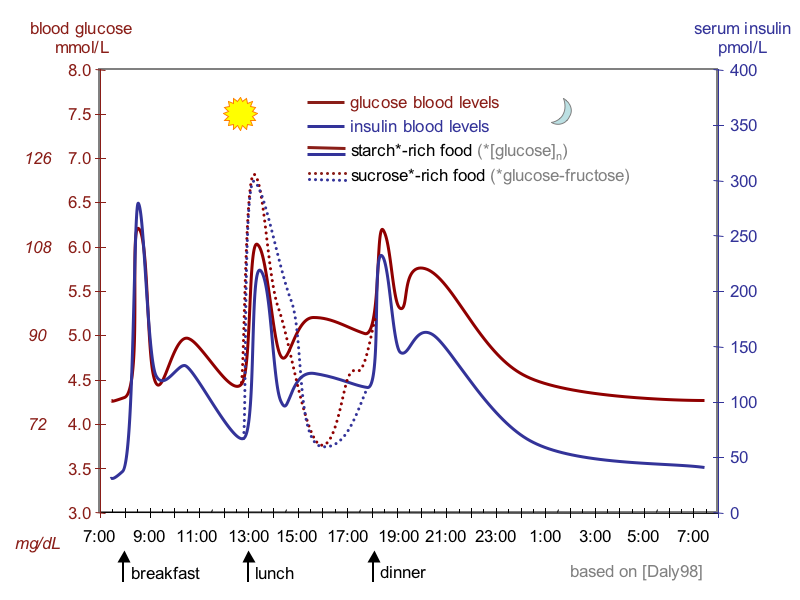

اختلال الجلوكوز الصومي هو حالة من اضطراب مستوى جلوكوز الدم وارتفاعه قليلا بحيث يكون على الحد الأعلى الطبيعي

## مقدمة
تظهر في بداية مرض السكري ويصاحبها مقاومة للأنسولين وزيادة خطر الإصابة بمرض قلبي وعائي على الرغم من أنها أقل خطورة من اختلال تحمل الغلوكوز. وتتطور هذه الحالة إلى النوع الثاني من الداء السكري، وقد أوضحت إحدى الدراسات مؤخراً أن متوسط الفترة التي تأخذها هذه الحالة لتتطور إلى النوع الثاني اقل من ثلاث سنوات. إن تغير مستوى غلوكوز الصيام هو أيضاً من عوامل الخطورة التي تؤدي للوفاة.
و يتميز اختلال الجلوكوز الصومي بارتفاع نسبي في مستوى غلوكوز الدم الصيامي، ولكن هذا الارتفاع لا يؤهله ليكون النوع الثاني من الداء السكري. وعند إجراء اختبار تحمل الغلوكوز الفموي، يثبت المستوى الطبيعي لغلوكوز الدم بعد ساعتين بخلاف الوضع في حالة اختلال تحمل الغلوكوز.

## المعايير والقياسات
مستوى سكر الدم عند الصوم أكثر من 100مغ/دل وأقل من 125مغ/دل [.
و هذه القياسات عرضة للتغير المستمر حسب الدراسات الدورية التي تصدر عن الجمعيات والأكاديميات المهتمة بمرض السكري لأن العديد من علماء الغدد الصماء يعتقدون أن اختلال الجلوكوز الصومي يمكن في بعض الحالات أن يتضمن مستوى غلوكوز صيام بين 95 – 100 مغ/دل[بحاجة لمصدر].

## تشخيص الداء السكري
لتشخيص الداء السكري يجب أن تكون قيمة سكر الدم الصيامي أكثر من 125 مغ/دل في ثلاثة اختبارات منفصلة. وعلى كل حال يحتاج المريض الذي لديه خلل في اختبارات سكر الدم الصيامي إلى متابعة مستمرة وإعادة التحاليل المخبرية والفحوص السريرية بشكل مستمر لتأكيد إصابته بالداء السكري والبدء بالتدابير المناسبة وتشمل العلاج الدوائي والحمية الغذائية والنشاط الفيزيائي الجيد.

## اقرأ أيضاً
- الداء السكري
- أنسولين
- اختلال تحمل الغلوكوز
- اختبار تحمل الغلوكوز